# Eric Bell (Fußballspieler, 1922)
John Eric Bell (* 13. Februar 1922 in Bedlington; † 22. Oktober 2004 in Heysham) war ein englischer Fußballspieler.

## Sportlicher Werdegang
Bell spielte zunächst bei der Werksmannschaft der Blyth Dry Docks & Shipbuilding Company. Von dort wechselte er 1946 zu den Blackburn Rovers, mit denen 1947 aus der First Division abstieg. In den folgenden zehn Jahren spielte er mit dem Klub in der Second Division. Bis zu seinem Karriereende 1957 bestritt er 323 Ligaspiele für den Klub, in denen er neun Tore erzielte.
Bell bestritt zwei Auswahlspiele für eine Auswahlmannschaft der Football League.